# Boeing F2B
Le Boeing F2B est un avion militaire de l'entre-deux-guerres utilisé comme chasseur bombardier dans la United States Navy de 1928 à 1932. Ce biplan aux envergures inégales, a succédé au Boeing FB et a été suivi par le Boeing F3B. Il est bien connu des fanas de l'aviation grâce aux trois Sea Hawk qui forment une équipe de voltige aérienne célèbre pour sa formation de vol.

## Conception
Initialement, le Boeing modèle 69 est inspiré par les résultats des tests sur le modèle 15, dans ses versions FB-4 et FB-6, qui ont montré la supériorité, pour un chasseur embarqué, du moteur en étoile refroidi par air sur le moteur en ligne à refroidissement par eau. Boeing a décidé d'utiliser le moteur en étoile R-1340-B Wasp de 425 ch sur une cellule de modèle 69 conçue spécifiquement pour les opérations à partir des porte-avions. Cette adaptation donna naissance à un excellent chasseur.
Le premier vol du prototype XF2B-1 est le 3 novembre 1926. Il est capable d'atteindre une vitesse de 248 km/h, et a suffisamment impressionné la Marine américaine pour que celle-ci passe une commande de 32 modèles F2B-1. En plus du retrait de la turbine qui servait à réduire la traînée, les versions de production ont également eu une gouverne de direction équipée d'un compensateur. La livraison commence le 20 janvier 1928, avec quelques avions affectés à l'escadron de chasse VF-1B (en) et les autres à l'escadron de bombardiers VF-2B, tous à bord du porte-avions USS Saratoga (CV-3). 
Le F2B avait le même fuselage avec des tubes soudés et des ailes en bois que le FB, plus une grande hélice qui diminue la traînée autour du moteur (ce qui est abandonné lors de la production). Comme sur le FB-5 l'armement est modulable : soit deux mitrailleuses de 7,62 mm soit une mitrailleuse de 7,62 mm et une autre de 12,7 mm dans l'aile inférieure. Le F2B pouvait emporter jusqu'à quatre bombes de 11 kg sous les ailes, plus une cinquième qui pouvait être accrochée au fuselage.
Bien que la Marine n'a pas commandé d'autre F2B supplémentaire, Boeing en a construit deux de plus en tant que modèle 69B en vue de l'exportation : un au Brésil et l'autre au Japon.

## Engagements

### Équipe de voltige aérienne
En 1927, la Marine américaine, avec l'aide du lieutenant Tomlinson DW, crée sa première équipe officielle de voltige aérienne. L'équipe utilise trois Boeing F2B-1 et F2B-2. Sa première démonstration est en janvier 1928 à San Francisco et donne lieu à un surnom populaire : Suicide Trio (Trio suicidaire) même si officiellement l'équipe est appelée Three Sea Hawk – Trois Faucons de Mer. La première présentation publique se situait entre le 8 et le 16 septembre, au cours de la semaine du National Air Races au Domaine des Mines (maintenant l'aéroport international de Los Angeles). Le Boeing F2B-1 ne permet pas les manœuvres à facteur de charge négatif. Par conséquent, le lieutenant Tomlinson a modifié les carburateurs pour permettre un court vol sur le dos. À la fin de l'année 1929, l'équipe des Trois Faucons de Mer est dissoute puisque les pilotes du VB-2B sont réaffectés à d'autres unités.

## Versions
- Model 69 : XF2B-1, un prototype, numéro de série A7385[2].
- Model 69 : F2B-1, biplan de chasse monoplace pour la Marine américaine, numéros de série A7424à A7455[2].
- Model 69B : deux avions, semblables aux F2B-1, un pour le Brésil et un pour le Japon[5].

## Opérateurs
- Brésil (1 avion)
- Japon (1 avion)
- États-Unis : United States Navy (32 avions)